# Constant d'equilibri
La constant d'equilibri d'una reacció química és el valor del seu quocient de reacció a l'equilibri químic, un estat al qual s'acosta un sistema químic dinàmic després d'haver transcorregut el temps suficient en què la seva composició no té tendència mesurable cap a més canvis. Per a un conjunt determinat de condicions de reacció, la constant d'equilibri és independent de les concentracions analítiques inicials del reactiu i de les espècies de producte de la mescla. Així, donada la composició inicial d'un sistema, es poden utilitzar valors de constants d'equilibri coneguts per determinar la composició del sistema en equilibri. Tanmateix, els paràmetres de reacció com la temperatura, el dissolvent i la força iònica poden influir en el valor de la constant d'equilibri.
El coneixement de les constants d'equilibri és essencial per a la comprensió de molts sistemes químics, així com de processos bioquímics com el transport d'oxigen per l'hemoglobina a la sang i l'homeòstasi àcid-base en el cos humà.
Les constants d'estabilitat, constants de formació, constants d'enllaç, constants d'associació i constants de dissociació són tots els tipus de constants d'equilibri.

## Definicions i propietats bàsiques
Per a un sistema que experimenta una reacció reversible descrita per l'equació química general
{\displaystyle \alpha \,\mathrm {A} +\beta \,\mathrm {B} +\cdots \rightleftharpoons \rho \,\mathrm {R} +\sigma \,\mathrm {S} +\cdots }
una constant d'equilibri termodinàmic, denotada per {\displaystyle K^{\ominus }}, es defineix com el valor del quocient de reacció Qt quan les reaccions directes i inverses es produeixen a la mateixa velocitat. En equilibri químic, la composició química de la mescla no canvia amb el temps i l'energia lliure de Gibbs canvia {\displaystyle \Delta G} perquè la reacció és zero. Si es canvia la composició d'una mescla en equilibri mitjançant l'addició d'algun reactiu, s'aconseguirà una nova posició d'equilibri amb el temps suficient. Una constant d'equilibri està relacionada amb la composició de la mescla en equilibri per
{\displaystyle K^{\ominus }={\frac {\mathrm {\{R\}} ^{\rho }\mathrm {\{S\}} ^{\sigma }...}{\mathrm {\{A\}} ^{\alpha }\mathrm {\{B\}} ^{\beta }...}}={\frac {{[\mathrm {R} ]}^{\rho }{[\mathrm {S} ]}^{\sigma }...}{{[\mathrm {A} ]}^{\alpha }{[\mathrm {B} ]}^{\beta }...}}\times \Gamma ,}
{\displaystyle \Gamma ={\frac {\gamma _{R}^{\rho }\gamma _{S}^{\sigma }...}{\gamma _{A}^{\alpha }\gamma _{B}^{\beta }...}},}
on {X} denota l'activitat termodinàmica del reactiu X a l'equilibri, [X] el valor numèric de la concentració corresponent en mols per litre, i γ el coeficient d'activitat corresponent. Si X és un gas, en lloc de [X] s'utilitza el valor numèric de la pressió parcial {\displaystyle P_{X}} en bar. Si es pot suposar que el quocient dels coeficients d'activitat, {\displaystyle \Gamma }, és constant en un rang de condicions experimentals, com ara el pH, llavors es pot derivar una constant d'equilibri com a quocient de concentracions.
{\displaystyle K_{c}=K^{\ominus }/\Gamma ={\frac {[\mathrm {R} ]^{\rho }[\mathrm {S} ]^{\sigma }...}{[\mathrm {A} ]^{\alpha }[\mathrm {B} ]^{\beta }...}}.}
Una constant d'equilibri està relacionada amb el canvi d'energia lliure de Gibbs estàndard de la reacció {\displaystyle \Delta G^{\ominus }} per 
{\displaystyle \Delta G^{\ominus }=-RT\ln K^{\ominus },}
on R és la constant universal del gas, T és la temperatura absoluta (en kèlvins) i ln és el logaritme natural. Aquesta expressió implica que {\displaystyle K^{\ominus }} ha de ser un nombre pur i no pot tenir una dimensió, ja que els logaritmes només es poden prendre de nombres purs. {\displaystyle K_{c}} també ha de ser un nombre pur. D'altra banda, el quocient de reacció en equilibri
{\displaystyle {\frac {[\mathrm {R} ]^{\rho }[\mathrm {S} ]^{\sigma }...}{[\mathrm {A} ]^{\alpha }[\mathrm {B} ]^{\beta }...}}(eq)}
té la dimensió de la concentració elevada a un cert poder (vegeu § Dimensionalitat, més avall). Aquests quocients de reacció sovint es refereixen, a la literatura bioquímica, com a constants d'equilibri.
Per a una barreja de gasos en equilibri, una constant d'equilibri es pot definir en termes de pressió parcial o fugacitat.
Una constant d'equilibri està relacionada amb les constants de velocitat cap endavant o directa (kf) i cap enrere o inversa (kr) de les reaccions implicades per assolir l'equilibri:
{\displaystyle K^{\ominus }={\frac {k_{\text{f}}}{k_{\text{r}}}}.}

## Tipus de constants d'equilibris

### Constants de formació acumulades i esglaonades
Una constant acumulada o global, representada pel símbol β, és la constant per a la formació d'un complex a partir de reactius. Per exemple, la constant acumulada per a la formació de ML₂ ve donada per
M + 2 L  ML₂;       [ML₂] = β₁₂[M][L]2
La constant esglaonada o pas a pas, K, per a la formació del mateix complex a partir de ML i L ve donada per
ML + L  ML₂;       [ML₂] = K[ML][L] = Kβ11[M][L]2
Se segueix que
β₁₂ = Kβ11
Una constant acumulada sempre es pot expressar com el producte de constants esglaonades. No hi ha una notació consensuada per a constants esglaonades, encara que de vegades s'utilitza un símbol com KL
ML a la literatura. El millor sempre és definir cada constant d'estabilitat per referència a una expressió d'equilibri.

#### Mètode de competició
Un ús particular d'una constant esglaonada és en la determinació de valors de constant d'estabilitat fora del rang normal per a un mètode donat. Per exemple, els complexos EDTA de molts metalls estan fora del rang del mètode potenciomètric. Les constants d'estabilitat d'aquests complexos es van determinar per la competició amb un lligand més feble.
ML + L′  ML′ + L       {\displaystyle [\mathrm {ML} ']=K{\frac {[\mathrm {ML} ][\mathrm {L} ']}{[\mathrm {L} ]}}=K{\frac {\beta _{\mathrm {ML} }[\mathrm {M} ][\mathrm {L} ][\mathrm {L} ']}{[\mathrm {L} ]}}=K\beta _{\mathrm {ML} }[\mathrm {M} ][\mathrm {L} '];\quad \beta _{\mathrm {ML} '}=K\beta _{\mathrm {ML} }}
La constant de formació de [[Dicianur de pal·ladi|[Pd(CN)₄]2−]] es va determinar pel mètode de competició

### Constants de dissociació i d'associació
En química orgànica i bioquímica és habitual utilitzar valors de pKa per als equilibris de dissociació àcida.
{\displaystyle \mathrm {p} K_{\mathrm {a} }=-\log K_{\mathrm {diss} }=\log \left({\frac {1}{K_{\mathrm {diss} }}}\right)\,}
on log denota un logaritme amb base 10 (o logaritme decimal), i Kdiss és una constant de dissociació àcida gradual. Per a les bases, s'utilitza la constant d'associació de bases, pKb. Per a qualsevol àcid o base donat, les dues constants estan relacionades per pKa + pKb = pKw, de manera que pKa sempre es pot utilitzar en els càlculs.
D'altra banda, les constants d'estabilitat per als complexos metàl·lics i les constants d'unió per als complexos amfitrió-hoste s'expressen generalment com a constants d'associació. Quan es consideren equilibris com ara
M + HL  ML + H
és habitual utilitzar constants d'associació tant per a ML com per a HL. A més, en programes informàtics generalitzats que tracten constants d'equilibri és pràctica general utilitzar constants acumulatives en lloc de constants esglaonades i ometre càrregues iòniques de les expressions d'equilibri. Per exemple, si l'àcid nitrilotriacètic (NTAN o (CH₂CO₂H)₃ es designa com a H₃L i forma complexos ML i MHL amb un ió metàl·lic M, s'aplicarien les expressions següents per a les constants de dissociació:
{\displaystyle {\begin{array}{ll}{\ce {H3L <=> {H2L}+ H}};&{\ce {p}}K_{1}=-\log \left({\frac {[{\ce {H2L}}][{\ce {H}}]}{[{\ce {H3L}}]}}\right)\\{\ce {H2L <=> {HL}+ H}};&{\ce {p}}K_{2}=-\log \left({\frac {[{\ce {HL}}][{\ce {H}}]}{[{\ce {H2L}}]}}\right)\\{\ce {HL <=> {L}+ H}};&{\ce {p}}K_{3}=-\log \left({\frac {[{\ce {L}}][{\ce {H}}]}{[{\ce {HL}}]}}\right)\end{array}}}
Les constants d'associació acumulades es poden expressar com
{\displaystyle {\begin{array}{ll}{\ce {{L}+ H <=> HL}};&\log \beta _{011}=\log \left({\frac {[{\ce {HL}}]}{[{\ce {L}}][{\ce {H}}]}}\right)={\ce {p}}K_{3}\\{\ce {{L}+ 2H <=> H2L}};&\log \beta _{012}=\log \left({\frac {[{\ce {H2L}}]}{[{\ce {L}}][{\ce {H}}]^{2}}}\right)={\ce {p}}K_{3}+{\ce {p}}K_{2}\\{\ce {{L}+ 3H <=> H3L}};&\log \beta _{013}=\log \left({\frac {[{\ce {H3L}}]}{[{\ce {L}}][{\ce {H}}]^{3}}}\right)={\ce {p}}K_{3}+{\ce {p}}K_{2}+{\ce {p}}K_{1}\\{\ce {{M}+ L <=> ML}};&\log \beta _{110}=\log \left({\frac {[{\ce {ML}}]}{[{\ce {M}}][{\ce {L}}]}}\right)\\{\ce {{M}+ {L}+ H <=> MLH}};&\log \beta _{111}=\log \left({\frac {[{\ce {MLH}}]}{[{\ce {M}}][{\ce {L}}][{\ce {H}}]}}\right)\end{array}}}
Observeu com els subíndexs defineixen l'estequiometria del producte d'equilibri.

### Microconstants
Quan dos o més llocs d'una molècula asimètrica poden estar implicats en una reacció d'equilibri, hi ha més d'una possible constant d'equilibri. Per exemple, la molècula L-DOPA té dos grups hidroxil no equivalents que es poden desprotonar. Denotant L-DOPA com a LH₂, el diagrama següent mostra totes les espècies que es poden formar (X = CH
2CH(NH
2)CO
2H):

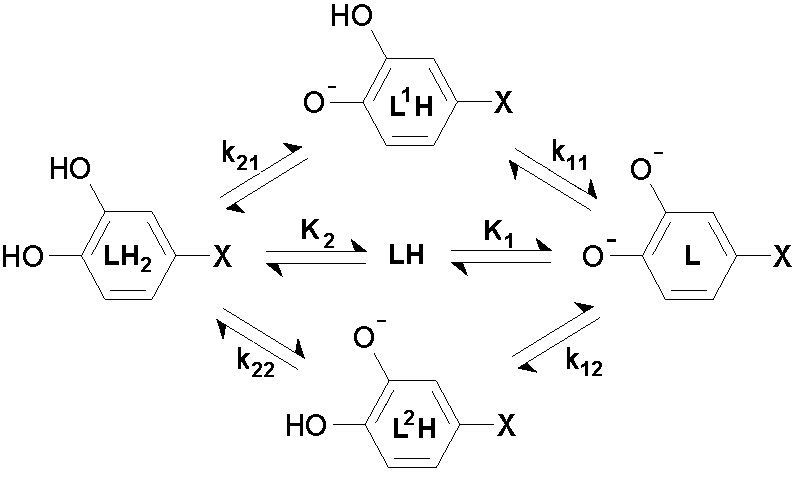

La concentració de l'espècie LH és igual a la suma de les concentracions de les dues microespècies amb la mateixa fórmula química, etiquetades L1H i L2H. La constant K₂ és per a una reacció amb aquestes dues microespècies com a productes, de manera que [LH] = [L1H] + [L2H] apareix al numerador, i es dedueix que aquesta macroconstant és igual a la suma de les dues microconstants per a les reaccions dels components.
K₂ = k21 + k22
Tanmateix, la constant K1 és per a una reacció amb aquestes dues microespècies com a reactius, i [LH] = [L1H] + [L2H] en el denominador, de manera que en aquest cas
1/K1 =1/ k11 + 1/k₁₂,
i per tant K1 =k11 k₁₂ / (k11 + k₁₂).
Així, en aquest exemple hi ha quatre microconstants els valors de les quals estan subjectes a dues restriccions; en conseqüència, només es poden derivar a partir de dades experimentals els dos valors macroconstants, per a K1 i K₂.
Els valors de microconstants es poden determinar, en principi, mitjançant una tècnica espectroscòpica, com l'espectroscòpia infraroja, on cada microespècie dona un senyal diferent. Els mètodes que s'han utilitzat per estimar els valors de microconstant inclouen:
- Química: bloqueig d'un dels llocs, per exemple mitjançant la metilació d'un grup hidroxil, seguida de la determinació de la constant d'equilibri de la molècula relacionada, a partir de la qual es pot estimar el valor de la microconstant per a la molècula «parent».
- Matemàtiques: aplicació de procediments numèrics a dades de RMN 13C.[5][6]

Tot i que el valor d'una microconstant no es pot determinar a partir de dades experimentals, l'ocupació del lloc, que és proporcional al valor de la microconstant, pot ser molt important per a l'activitat biològica. Per tant, s'han desenvolupat diversos mètodes per estimar valors microconstants. Per exemple, s'ha estimat que la constant d'isomerització de L-DOPA té un valor de 0,9, de manera que les microespècies L1H i L2H tenen concentracions gairebé iguals a tots els valors de pH.

### Consideracions sobre el pH (constants de Brønsted)
El pH es defineix en funció de l'activitat de l'ió hidrogen
pH = −log10 {H+}
En l'aproximació del comportament ideal, l'activitat és substituïda per la concentració. El pH es mesura mitjançant un elèctrode de vidre, pot resultar una constant d'equilibri mixta, també coneguda com a constant de Brønsted.
HL  L + H;       {\displaystyle \mathrm {p} K=-\log \left({\frac {[\mathrm {L} ]\{\mathrm {H} \}}{[\mathrm {HL} ]}}\right)}
Tot depèn de si l'elèctrode està calibrat per referència a solucions d'activitat coneguda o concentració coneguda. En aquest últim cas la constant d'equilibri seria un quocient de concentració. Si l'elèctrode es calibra en termes de concentracions d'ions d'hidrogen conegudes, seria millor escriure p[H] en lloc de pH, però aquest suggeriment no s'adopta generalment.

### Constants d'hidròlisi
En solució aquosa la concentració de l'ió hidròxid està relacionada amb la concentració de l'ió hidrogen per
{\displaystyle {\ce {{\mathit {K}}_{W}=[H][OH]}}}
{\displaystyle {\ce {[OH]={\mathit {K}}_{W}[H]^{-1}}}}
El primer pas en la hidròlisi d'ions metàl·lics es pot expressar de dues maneres diferents:
{\displaystyle {\begin{cases}{\ce {M(H2O) <=> {M(OH)}+ H}};&[{\ce {M(OH)}}]=\beta ^{*}[{\ce {M}}][{\ce {H}}]^{-1}\\{\ce {{M}+ OH <=> M(OH)}};&[{\ce {M(OH)}}]=K[{\ce {M}}][{\ce {OH}}]=KK_{{\ce {W}}}[{\ce {M}}][{\ce {H}}]^{-1}\end{cases}}}
S'obté que β* = KKW. Les constants d'hidròlisi solen presentar-se en la forma β* i, per tant, sovint tenen valors molt inferiors a 1. Per exemple, si log K = 4 i log KW = −14, log β* = 4 + (−14) = −10 i que β* = 10−10. En general, quan el producte d'hidròlisi conté n grups hidròxid, log β* = log K + n log KW

### Constants condicionals
Les constants condicionals, també conegudes com a constants aparents, són quocients de concentració que no són constants d'equilibri reals, però que es poden derivar d'elles. Un cas molt comú és quan el pH es fixa en un valor particular. Per exemple, en el cas del ferro(III) que interacciona amb EDTA, una constant condicional es podria definir per
{\displaystyle K_{\mathrm {cond} }={\frac {[{\mbox{Fe total unit a EDTA}}]}{[{\mbox{Fe total no unit a EDTA}}]\times [{\mbox{EDTA total no unit a Fe}}]}}}
Aquesta constant condicional variarà amb el pH. Té un màxim a un pH determinat. Aquest és el pH on el lligand segresta el metall amb més eficàcia.
En bioquímica, les constants d'equilibri sovint es mesuren a un pH fixat per mitjà d'una solució tampó. Aquestes constants són, per definició, condicionals i es poden obtenir diferents valors quan s'utilitzen diferents tampons.

### Equilibris en fase gasosa
Per als equilibris en una fase gasosa, s'utilitza la fugacitat, f, en lloc de l'activitat. Tanmateix, la fugacitat té la dimensió de la pressió, per la qual cosa s'ha de dividir per una pressió estàndard, normalment 1 bar, per tal de produir una quantitat adimensional, fpo. Una constant d'equilibri s'expressa en termes de la quantitat adimensional. Per exemple, per a l'equilibri 2NO₂  N₂O₄,
{\displaystyle {\frac {f_{\mathrm {N_{2}O_{4}} }}{p^{\ominus }}}=K\left({\frac {f_{\mathrm {NO_{2}} }}{p^{\ominus }}}\right)^{2}}
La fugacitat està relacionada amb la pressió parcial, {\displaystyle p_{X}}, per un coeficient de fugacitat adimensional ϕ: {\displaystyle f_{X}=\phi _{X}p_{X}}. Així, per exemple,
{\displaystyle K={\frac {\phi _{\mathrm {N_{2}O_{4}} }p_{\mathrm {N_{2}O_{4}} }/{p^{\ominus }}}{\left(\phi _{\mathrm {NO_{2}} }p_{\mathrm {NO_{2}} }/{p^{\ominus }}\right)^{2}}}}
Normalment s'omet la pressió estàndard d'aquestes expressions. Les expressions de constants d'equilibri en la fase gasosa s'assemblen llavors a l'expressió d'equilibris de solució amb coeficient de fugacitat en lloc del coeficient d'activitat i pressió parcial en lloc de concentració.
{\displaystyle K={\frac {\phi _{\mathrm {N_{2}O_{4}} }p_{\mathrm {N_{2}O_{4}} }}{\left(\phi _{\mathrm {NO_{2}} }p_{\mathrm {NO_{2}} }\right)^{2}}}}

## Bases termodinàmiques per a expressions de constants d'equilibri
L'equilibri termodinàmic es caracteritza perquè l'energia lliure per a tot el sistema (tancat) és un mínim. Per a sistemes a temperatura i pressió constants, l'energia lliure de Gibbs és mínima. El pendent de l'energia lliure de la reacció respecte a l'avançament d'una reacció, ξ, és zero quan l'energia lliure es troba en el seu valor mínim.
{\displaystyle \left({\frac {\partial G}{\partial \xi }}\right)_{T,P}=0}
El canvi d'energia lliure, dGr, es pot expressar com una suma ponderada del canvi en la quantitat multiplicada per el potencial químic, l'energia lliure molar parcial de l'espècie. El potencial químic, μi, de l'espècie i en una reacció química és la derivada parcial de l'energia lliure respecte al nombre de mols d'aquesta espècie, Ni
{\displaystyle \mu _{i}=\left({\frac {\partial G}{\partial N_{i}}}\right)_{T,P}}
Un equilibri químic general es pot escriure com
{\displaystyle \sum _{j}n_{j}\mathrm {Reactiu} _{j}\rightleftharpoons \sum _{k}m_{k}\mathrm {Producte} _{k}}      
on nj són els coeficients estequiomètrics dels reactius de l'equació d'equilibri, i mj són els coeficients dels productes. En equilibri
{\displaystyle \sum _{k}m_{k}\mu _{k}=\sum _{j}n_{j}\mu _{j}}
El potencial químic, μi, de l'espècie i es pot calcular en funció de la seva activitat, ai.
{\displaystyle \mu _{i}=\mu _{i}^{\ominus }+RT\ln a_{i}}
μo
i és el potencial químic estàndard de l'espècie, R és la constant del gas i T és la temperatura.
Establir que la suma dels reactius j sigui igual a la suma dels productes, k, de manera que δGr(Eq) = 0
{\displaystyle \sum _{j}n_{j}(\mu _{j}^{\ominus }+RT\ln a_{j})=\sum _{k}m_{k}(\mu _{k}^{\ominus }+RT\ln a_{k})}
Reordenant els termes,
{\displaystyle \sum _{k}m_{k}\mu _{k}^{\ominus }-\sum _{j}n_{j}\mu _{j}^{\ominus }=-RT\left(\sum _{k}\ln {a_{k}}^{m_{k}}-\sum _{j}\ln {a_{j}}^{n_{j}}\right)}
{\displaystyle \Delta G^{\ominus }=-RT\ln K.}
Això relaciona el canvi d'energia lliure estàndard de Gibbs, ΔGo una constant d'equilibri, K, el quocient de reacció dels valors d'activitat a l'equilibri.
{\displaystyle \Delta G^{\ominus }=\sum _{k}m_{k}\mu _{k}^{\ominus }-\sum _{j}n_{j}\mu _{j}^{\ominus }}
{\displaystyle \ln K=\sum _{k}\ln {a_{k}}^{m_{k}}-\sum _{j}\ln {a_{j}}^{n_{j}};K={\frac {\prod _{k}{a_{k}}^{m_{k}}}{\prod _{j}{a_{j}}^{n_{j}}}}\equiv {\frac {{\{\mathrm {R} \}}^{\rho }{\{\mathrm {S} \}}^{\sigma }...}{{\{\mathrm {A} \}}^{\alpha }{\{\mathrm {B} \}}^{\beta }...}}}

### Equivalència d'expressions termodinàmiques i cinètiques per a constants d'equilibri
A l'equilibri, la velocitat de la reacció directa és igual a la velocitat de la reacció inversa. Una reacció senzilla, com la hidròlisi d'èsters
{\displaystyle {\ce {AB + H2O <=> AH + B(OH)}}}
té velocitats de reacció donades per expressions
{\displaystyle {\text{ràtio directe}}=k_{f}{\ce {[AB][H2O]}}}
{\displaystyle {\text{ràtio invers}}=k_{b}{\ce {[AH][B(OH)]}}}
Segons Guldberg i Waage, l'equilibri s'aconsegueix quan les velocitats de reacció directa i inversa són iguals entre si. En aquestes circumstàncies, una constant d'equilibri es defineix com a igual a la relació de les constants de velocitat de reacció directa i inversa.
{\displaystyle K={\frac {k_{f}}{k_{b}}}={\frac {{\ce {[AH][B(OH)]}}}{{\ce {[AB][H2O]}}}}}.
Es pot considerar que la concentració d'aigua és constant, donant lloc a una expressió més senzilla 
{\displaystyle K^{c}={\frac {{\ce {[AH][B(OH)]}}}{{\ce {[AB]}}}}}.
Aquest quocient de concentració particular, {\displaystyle K^{c}}, té la dimensió de concentració, però la constant d'equilibri termodinàmic, K, és sempre adimensional.

## Valors desconeguts del coeficient d'activitat

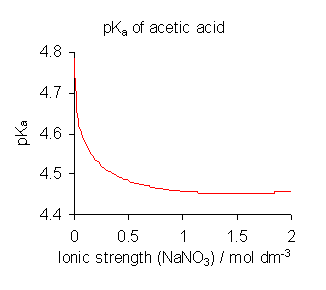
Variació del log K_{c} de l'àcid acètic amb força iònica

És molt rar que els valors dels coeficients d'activitat s'hagin determinat experimentalment per a un sistema en equilibri. Hi ha tres opcions per fer front a la situació en què els valors dels coeficients d'activitat no es coneixen a partir de mesures experimentals:
- Utilitzant coeficients d'activitat ja calculats, juntament amb concentracions de reactius. Per als equilibris en solució, es poden obtenir estimacions dels coeficients d'activitat de les espècies carregades mitjançant la teoria de Debye-Hückel, una versió ampliada o la teoria SIT. Per a espècies sense càrrega, el coeficient d'activitat γ0 segueix majoritàriament un model de «precipitació salina»: log10 γ0 = bI és la força iònica.[10]
- Suposar que tots els coeficients d'activitat són iguals a 1. Això és acceptable quan totes les concentracions són molt baixes.
- Per a l'equilibri en solució, utilitzar un mitjà d'alta força iònica. En efecte, això redefineix l'estat estàndard com a referència al mitjà. Els coeficients d'activitat en l'estat estàndard són, per definició, iguals a 1. El valor d'una constant d'equilibri determinat d'aquesta manera depèn de la força iònica. Quan les constants publicades es refereixen a una força iònica diferent de la necessària per a una aplicació concreta, es poden ajustar mitjançant la teoria específica de la interacció iònica (SIT) i altres teories.[11]

## Dimensionalitat
Una constant d'equilibri està relacionada amb el canvi d'energia lliure de Gibbs estàndard, {\displaystyle \Delta G^{\ominus }}, per a la reacció per l'expressió
{\displaystyle \Delta G^{\ominus }=-RT\ln K}
Per tant, K, ha de ser un nombre del qual es pot derivar un logaritme. En el cas d'un equilibri simple
{\displaystyle {\ce {A + B <=> AB}}}
la constant d'equilibri termodinàmic es defineix en termes de les activitats, {AB}, {A} i {B}, de les espècies en equilibri entre si.
{\displaystyle K={\frac {\{AB\}}{\{A\}\{B\}}}}
Ara, cada terme d'activitat es pot expressar com a producte d'una concentració {\displaystyle [X]} i un coeficient d'activitat corresponent, {\displaystyle \gamma (X)}. Per tant,
{\displaystyle K={\frac {[AB]}{[A][B]}}\times {\frac {\gamma (AB)}{\gamma (A)\gamma (B)}}={\frac {[AB]}{[A][B]}}\times \Gamma }
Quan {\displaystyle \Gamma }, el quocient dels coeficients d'activitat, s'estableix igual a 1, obtenim 
{\displaystyle K={\frac {[AB]}{[A][B]}}}.
Aleshores K sembla tenir la dimensió 1/concentració. Això és el que sol passar a la pràctica quan es calcula una constant d'equilibri com a quocient de valors de concentració. Això es pot evitar dividint cada concentració pel seu valor d'estat estàndard (normalment mol/L o bar), que és una pràctica estàndard en química.
El supòsit subjacent a aquesta pràctica és que el quocient d'activitats és constant en les condicions en què es determina el valor constant d'equilibri. Aquestes condicions s'aconsegueixen generalment mantenint la temperatura de reacció constant i utilitzant un medi de força iònica relativament alta com a dissolvent. No és estrany, sobretot en textos relacionats amb els equilibris bioquímics, veure un valor constant d'equilibri citat amb una dimensió. La justificació d'aquesta pràctica és que l'escala de concentració utilitzada pot ser mol dm−3 o mmol dm−3, de manera que s'ha d'indicar la unitat de concentració per evitar ambigüitats.
Nota: Quan els valors de concentració es mesuren a l'escala de fraccions molars, totes les concentracions i els coeficients d'activitat són quantitats adimensionals.
En general, els equilibris entre dos reactius es poden expressar com
{\displaystyle {\ce {{{\mathit {p}}A}+{\mathit {q}}B<=>A_{\mathit {p}}B_{\mathit {q}}}}}
en aquest cas es defineix la constant d'equilibri, en termes de valors numèrics de concentració, com
{\displaystyle K={\frac {[{\ce {A}}_{p}{\ce {B}}_{q}]}{[{\ce {A}}]^{p}[{\ce {B}}]^{q}}}}
La dimensió aparent d'aquest valor K és concentració 1−p−q; això es pot escriure com M(1−p−q) o mM(1−p−q), on el símbol M significa una concentració molar (1M = 1 mol dm−3). La dimensió aparent d'una constant de dissociació és la recíproca de la dimensió aparent de la constant d'associació corresponent, i vice versa.
Quan es parla de la termodinàmica dels equilibris químics cal tenir en compte la dimensionalitat. Hi ha dos enfocaments possibles:
1. Establir que la dimensió de {\displaystyle \Gamma } sigui la recíproca de la dimensió del quocient de concentració. Aquesta és una pràctica gairebé universal en el camp de les determinacions constants d'estabilitat. La «constante d'equilibri» {\displaystyle {\frac {K}{\Gamma }}}, és adimensional. Serà una funció de la força iònica del medi utilitzat per a la determinació. Establir el valor numèric de {\displaystyle \Gamma } a 1 equival a redefinir els estats estàndard.
2. Substituir cada terme de concentració {\displaystyle [X]} pel quocient adimensional {\displaystyle {\frac {[X]}{[X^{0}]}}}, on {\displaystyle [X^{0}]} és la concentració del reactiu X en el seu estat estàndard (normalment 1 mol/L o 1 bar).[3] Per definició el valor numèric de {\displaystyle \gamma (X^{0})} és 1, de manera que {\displaystyle \Gamma } també té un valor numèric d'1.

En ambdós enfocaments, el valor numèric de la constant d'estabilitat no canvia. El primer és més útil per a finalitats pràctiques; de fet, la unitat del quocient de concentració sovint s'adjunta a un valor constant d'estabilitat publicat a la literatura bioquímica. El segon enfocament és coherent amb l'exposició estàndard de la teoria de Debye-Hückel, on {\displaystyle \gamma (AB)}, etc. es prenen com a nombres purs.

## L'aigua com a reactiu i dissolvent
Per a reaccions en solució aquosa, com ara una reacció de dissociació àcida 
AH + H₂O  A− + H₃O+
la concentració d'aigua es pot considerar constant i la formació de l'ió hidroni està implícita.
AH  A− + H+
La concentració d'aigua s'omet de les expressions que defineixen constants d'equilibri, excepte quan les solucions estan molt concentrades.
{\displaystyle K={\frac {[A][H]}{[AH]}}} (K es defineix com una constant de dissociació)
Consideracions similars s'apliquen a les reaccions d'hidròlisi d'ions metàl·lics.

## Entalpia i entropia: dependència de la temperatura
Si tant la constant d'equilibri, {\displaystyle K}, com el canvi d'entalpia estàndard, {\displaystyle \Delta H^{\ominus }}, per a una reacció s'han determinat experimentalment, el canvi d'entropia estàndard per a la reacció es pot derivar fàcilment. A partirt de {\displaystyle \Delta G=\Delta H-T\Delta S} i {\displaystyle \Delta G=-RT\ln K}
{\displaystyle \Delta S^{\ominus }={\frac {\Delta H^{\ominus }+RT\ln K}{T}}}
En una primera aproximació, el canvi d'entalpia estàndard és independent de la temperatura. Utilitzant aquesta aproximació, la integració de l'equació de Van 't Hoff
{\displaystyle \Delta H^{\ominus }=-R{\frac {d\ln K}{d(1/T)}}\ }
s'obté
{\displaystyle \ln K_{2}=\ln K_{1}-{\frac {\Delta H^{\ominus }}{R}}\left({\frac {1}{T_{2}}}-{\frac {1}{T_{1}}}\right)}
Aquesta equació es pot utilitzar per calcular el valor del {\displaystyle \log K} a una temperatura, T₂, coneixent el valor a la temperatura T1.
L'equació de Van 't Hoff també mostra que, per a una reacció exotèrmica ({\displaystyle \Delta H<0}), quan la temperatura augmenta K disminueix i quan la temperatura disminueix K augmenta, d'acord amb el principi de Le Châtelier. El contrari s'aplica quan la reacció és endotèrmica.
Quan s'ha determinat K a més de dues temperatures, es pot aplicar un procediment d'ajustament en línia recta a una gràfica de {\displaystyle \ln K} en contra {\displaystyle 1/T} per obtenir un valor per {\displaystyle \Delta H^{\ominus }}. La teoria de propagació d'errors es pot utilitzar per demostrar que, amb aquest procediment, el valor de l'error calculat {\displaystyle \Delta H^{\ominus }} és molt més gran que l'error en els valors individuals del registre K. En conseqüència, s'ha de determinar K amb alta precisió quan s'utilitza aquest mètode. Per exemple, amb un elèctrode selectiu d'ions de plata es va determinar cada valor de {\displaystyle \log K} amb una precisió de ca. 0,001 i el mètode es va aplicar correctament.
Els arguments termodinàmics estàndard es poden utilitzar per demostrar que, de manera més general, l'entalpia canviarà amb la temperatura.
{\displaystyle \left({\frac {\partial H}{\partial T}}\right)_{p}=C_{p}}
on Cp és la capacitat calorífica a pressió constant.

### Una formulació més complexa
El càlcul de K a una temperatura particular a partir d'un K conegut a una altra temperatura donada es pot plantejar de la següent manera si es disposa de propietats termodinàmiques estàndard. L'efecte de la temperatura sobre la constant d'equilibri és equivalent a l'efecte de la temperatura sobre l'energia de Gibbs perquè:
{\displaystyle \ln K={{-\Delta _{\mathrm {r} }G^{\ominus }} \over {RT}}}
on ΔrGo és l'energia de Gibbs estàndard de reacció, que és la suma de les energies de Gibbs estàndard dels productes de reacció menys la suma de les energies de Gibbs estàndard dels reactius.
Aquí, el terme «estàndard» denota el comportament ideal (és a dir, una dilució infinita) i una hipotètica concentració estàndard (normalment 1 mol/kg). No implica cap temperatura o pressió en particular perquè, encara que contràriament a la recomanació de la IUPAC, és més convenient quan es descriuen sistemes aquosos en amplis rangs de temperatura i pressió.
L'energia de Gibbs estàndard (per a cada espècie o per a tota la reacció) es pot representar (a partir de les definicions bàsiques) com:
{\displaystyle G_{T_{2}}^{\ominus }=G_{T_{1}}^{\ominus }-S_{T_{1}}^{\ominus }(T_{2}-T_{1})-T_{2}\int _{T_{1}}^{T_{2}}{{C_{p}^{\ominus }} \over {T}}\,dT+\int _{T_{1}}^{T_{2}}C_{p}^{\ominus }\,dT}
A l'equació anterior, l'efecte de la temperatura sobre l'energia de Gibbs (i, per tant, sobre la constant d'equilibri) s'atribueix completament a la capacitat calorífica. Per avaluar les integrals d'aquesta equació, cal conèixer la forma de la dependència de la capacitat calorífica de la temperatura.
Si la capacitat calorífica molar estàndard Co
p es pot aproximar mitjançant alguna funció analítica de la temperatura (per exemple, l'equació de Shomate), llavors les integrals implicades en el càlcul d'altres paràmetres es poden resoldre per obtenir expressions analítiques per a elles. Per exemple, utilitzant aproximacions de les formes següents:
- Per a substàncies pures (sòlids, gasos, líquids):{\displaystyle C_{p}^{\ominus }\approx A+BT+CT^{-2}}
- Per a espècies iòniques a T < 200 °C: {\displaystyle C_{p}^{\ominus }\approx (4.186a+b{\breve {S}}_{T_{1}}^{\ominus }){{(T_{2}-T_{1})} \over {\ln \left({\frac {T_{2}}{T_{1}}}\right)}}}

llavors es poden avaluar les integrals i s'obté la forma final següent:
{\displaystyle G_{T_{2}}^{\ominus }\approx G_{T_{1}}^{\ominus }+(C_{p}^{\ominus }-S_{T_{1}}^{\ominus })(T_{2}-T_{1})-T_{2}\ln \left({\frac {T_{2}}{T_{1}}}\right)C_{p}^{\ominus }}
Les constants A, B, C, a, b i l'entropia absoluta, S̆  o
298 K, són necessàries per a l'avaluació Co
p(T), així com els valors de G298 K i S298 K, perquè moltes espècies estan tabulades a la literatura.

## Dependència de la pressió
La dependència de la pressió de la constant d'equilibri acostuma a ser feble en el rang de pressions que es troben normalment a la indústria i, per tant, normalment es descuida a la pràctica. Això és cert per als reactius/productes condensats (és a dir, quan els reactius i els productes són sòlids o líquids), així com els gasosos.
Per a un exemple de reacció gasosa, es pot considerar la reacció ben estudiada de l'hidrogen amb nitrogen per produir amoníac:
N₂ + 3 H₂  2 NH₃
Si la pressió augmenta mitjançant l'addició d'un gas inert, aleshores ni la composició a l'equilibri ni la constant d'equilibri es veuen afectades de manera apreciable (perquè les pressions parcials es mantenen constants, assumint un comportament de gas ideal de tots els gasos implicats). Tanmateix, la composició en equilibri dependrà apreciablement de la pressió quan:
- la pressió es modifica per compressió o expansió del sistema de reacció gasosa, i
- la reacció dona lloc al canvi del nombre de mols de gas en el sistema.

Dependència de la pressió de la constant d'ionització de l'aigua a 25 °C. En general, la ionització en solucions aquoses tendeix a augmentar amb l'augment de la pressió.

En l'exemple de reacció anterior, el nombre de mols canvia de 4 a 2, i un augment de pressió per compressió del sistema donarà lloc a una quantitat apreciable d'amoníac a la mescla d'equilibri. En el cas general d'una reacció gasosa:
α A + β B  σ S + τ T
el canvi de composició de la mescla amb la pressió es pot quantificar mitjançant:
{\displaystyle K_{p}={\frac {{p_{\mathrm {S} }}^{\sigma }{p_{\mathrm {T} }}^{\tau }}{{p_{\mathrm {A} }}^{\alpha }{p_{\mathrm {B} }}^{\beta }}}={\frac {{X_{\mathrm {S} }}^{\sigma }{X_{\mathrm {T} }}^{\tau }}{{X_{\mathrm {A} }}^{\alpha }{X_{\mathrm {B} }}^{\beta }}}P^{\sigma +\tau -\alpha -\beta }=K_{X}P^{\sigma +\tau -\alpha -\beta }}
on p denoten les pressions parcials i X les fraccions molars dels components, P és la pressió total del sistema, Kp és la constant d'equilibri expressada en termes de pressions parcials i KX és la constant d'equilibri expressada en termes de fraccions molars.
El canvi anterior en la composició està d'acord amb el principi de Le Chatelier i no implica cap canvi de la constant d'equilibri amb la pressió total del sistema. De fet, per a les reaccions de gasos ideals Kp és independent de la pressió.
En una fase condensada, la dependència de la pressió de la constant d'equilibri s'associa amb el volum de reacció. Per a la reacció:
α A + β B  σ S + τ T
el volum de reacció és:
{\displaystyle \Delta {\bar {V}}=\sigma {\bar {V}}_{\mathrm {S} }+\tau {\bar {V}}_{\mathrm {T} }-\alpha {\bar {V}}_{\mathrm {A} }-\beta {\bar {V}}_{\mathrm {B} }}
on V̄ denota un volum molar parcial d'un reactiu o d'un producte.
Per a la reacció anterior, es pot esperar que el canvi de la constant d'equilibri de la reacció (basada en l'escala de fracció molar o de concentració molar) amb pressió a temperatura constant sigui:
{\displaystyle \left({\frac {\partial \ln K_{X}}{\partial P}}\right)_{T}={\frac {-\Delta {\bar {V}}}{RT}}.}
La qüestió és complicada ja que el volum molar parcial depèn de la pressió.

## Efecte de la substitució isotòpica
La substitució isotòpica pot provocar canvis en els valors de les constants d'equilibri, especialment si l'hidrogen (H) es substitueix per deuteri (D) o triti (T). Aquest equilibri per efecte isotòpic és anàleg a l'efecte isotòpic cinètic sobre les constants de velocitat, i es deu principalment al canvi en l'energia vibratòria de punt zero dels enllaços H-X a causa del canvi de massa després de la substitució isotòpica. L'energia del punt zero és inversament proporcional a l'arrel quadrada de la massa de l'àtom d'hidrogen que vibra i, per tant, serà més petita per a un enllaç D–X que per a un enllaç H–X.
Un exemple és una reacció d'extracció d'àtoms d'hidrogen R' + H–R  R'–H + R amb constant d'equilibri KH, on R' i R són radicals orgànics de tal manera que R' forma un enllaç més fort amb l'hidrogen que R. La disminució de l'energia del punt zero deguda a la substitució del deuteri serà llavors més important per a R'–H que per a R–H, i R'–D s'estabilitzarà més que R–D, de manera que la constant d'equilibri KD per a R' + D–R  R'–D + R és més gran que KH. Això es resumeix a la regla que «l'àtom més pesat afavoreix l'enllaç més fort».
Efectes similars es produeixen en la solució de constants de dissociació àcida (Ka) que descriuen la transferència de H+ o D+ d'un àcid feble aquós a una molècula de dissolvent: HA + H₂O = H₃O+ + A− o DA + D₂O  D₃O+ + A−. L'àcid deuterat s'estudia en aigua pesant, ja que si es dissolgués en aigua normal, el deuteri s'intercanviaria ràpidament amb l'hidrogen del dissolvent.
L'espècie de producte H₃O+ (o D₃O+) és un àcid més fort que l'àcid solut, de manera que es dissocia més fàcilment, i el seu enllaç H–O (o D–O) és més feble que l'enllaç H–A (o D–A) de l'àcid solut. La disminució de l'energia del punt zero a causa de la substitució isotòpica és, per tant, menys important en D₃O+ que en DA, de manera que KD < KH, i l'àcid deuterat en D₂O és més feble que l'àcid no deuterat en H₂O. En molts casos, la diferència de constants logarítmiques pKD – pKH és d'uns 0,6, de manera que el pD corresponent a la dissociació del 50% de l'àcid deuterat és aproximadament 0,6 unitats superior al pH per a una dissociació del 50% de l'àcid no deuterat.
Per raons similars, l'autoionització de l'aigua pesant és menor que la de l'aigua normal a la mateixa temperatura.